# Червоїд жовтоволий
Червоїд жовтоволий (Leiothlypis virginiae) — вид горобцеподібних птахів родини піснярових (Parulidae). Поширений у Північній Америці.

## Назва
У 1858 році птах вперше був виявлений військовим лікарем у Нью-Мексико. Він назвав птаха на честь своєї дружини Вірджинії Андерсон.

## Поширення
Гніздиться на великій території у західних штатах США на схід і південь від Скелястих гір, від Вайомінгу до Техасу і Нью-Мексико. Взимку він мігрує на південь до гірських районів у західній і південній частинах Мексики, від Наяриту до Оахаки. Є випадкові зальоти в Гватемалі та Белізі. Мешкає в напівпосушливих луках і чагарниках. Під час міграції трапляється також у соснових або дубових лісах.